# Dolan Twins
Die Dolan Twins, bestehend aus Ethan Grant Dolan und Grayson Bailey Dolan (* 16. Dezember 1999 in Long Valley, New Jersey), sind amerikanische YouTuber, die Comedy-Videos produzierten.
Im Jahr 2013 stellte deren Schwester Cameron Dolan ihnen die Social-Media-Plattform vine vor, auf der die Zwillinge anfingen, Videos zu posten. Sie erlangten dadurch Bekanntheit. Im Jahr 2014 stießen sie auf die Videoplattform YouTube und luden fortan jeden Dienstag Videos hoch. Mit mehr als 10 Millionen Abonnenten und rund 1,8 Milliarden Videoaufrufen lagen sie auf Platz 312 der meistabonnierten YouTube-Kanäle. Außerhalb von YouTube arbeiteten sie von 2017 bis 2019 bei MTV bei der US-Show von Total Request Live mit.
Nach dem Tod des Vaters am 19. Januar 2019 nahm sich das Zwillingspaar eine Auszeit. Aufgrund von Überlastungen sagten die Brüder das wöchentliche Posten von Videos ab. 2021 beendeten sie ihre Aktivitäten bei YouTube.